# العلاقات السورية السيشلية
العلاقات السورية السيشلية هي العلاقات الثنائية التي تجمع بين سوريا وسيشل.

## مقارنة بين البلدين
هذه مقارنة عامة ومرجعية للدولتين:
| وجه المقارنة                                              | سوريا                    | سيشل                                                        |
| --------------------------------------------------------- | ------------------------ | ----------------------------------------------------------- |
| المساحة (كم2)                                             | 185.18 ألف               | 459                                                         |
| عدد السكان (نسمة)                                         | 18.27 مليون              | 95.84 ألف                                                   |
| الكثافة السكانية (ن./كم²)                                 | 98.66                    | 20.88 ألف                                                   |
| العاصمة                                                   | دمشق                     | فيكتوريا                                                    |
| اللغة الرسمية                                             | اللغة العربية            | اللغة الفرنسية، اللغة الإنجليزية، اللغة الكريولية السيشيلية |
| العملة                                                    | ليرة سورية               | روبية سيشلية                                                |
| الناتج المحلي الإجمالي (بليون دولار)                      | 60.20 مليار              | 1.49 مليار                                                  |
| الناتج المحلي الإجمالي (تعادل القوة الشرائية) بليون دولار |                          | 2.54 مليار                                                  |
| الناتج المحلي الإجمالي الاسمي للفرد دولار أمريكي          |                          | 15.48 ألف                                                   |
| الناتج المحلي الإجمالي للفرد دولار أمريكي                 |                          | 26.42 ألف                                                   |
| مؤشر التنمية البشرية                                      | 0.594                    | 0.772                                                       |
| رمز المكالمات الدولي                                      | +963                     | +248                                                        |
| رمز الإنترنت                                              | .sy                      | .sc                                                         |
| المنطقة الزمنية                                           | ت ع م+02:00، ت ع م+03:00 | ت ع م+04:00                                                 |

## منظمات دولية مشتركة
يشترك البلدان في عضوية مجموعة من المنظمات الدولية، منها:
| علم المنظمة | اسم المنظمة                               | تاريخ انضمام سوريا | تاريخ انضمام سيشل |
| ----------- | ----------------------------------------- | ------------------ | ----------------- |
|             | يونسكو                                    | 16 نوفمبر 1946     | 18 أكتوبر 1976    |
|             | وكالة ضمان الاستثمار متعدد الأطراف        | 14 مايو 2002       | 15 سبتمبر 1992    |
|             | الأمم المتحدة                             | 24 أكتوبر 1945     | 21 سبتمبر 1976    |
|             | الاتحاد البريدي العالمي                   | ?                  | ?                 |
|             | البنك الدولي للإنشاء والتعمير             | 10 أبريل 1947      | 29 سبتمبر 1980    |
|             | الاتحاد الدولي للاتصالات                  | 12 يناير 1924      | 17 سبتمبر 1999    |
|             | منظمة حظر الأسلحة الكيميائية              | ?                  | 29 أبريل 1997     |
|             | مؤسسة التمويل الدولية                     | 28 يونيو 1962      | 11 يونيو 1981     |
|             | المركز الدولي لتسوية المنازعات الاستشارية | 24 فبراير 2006     | 19 أبريل 1978     |
|             | منظمة الشرطة الجنائية الدولية             | ?                  | 1 سبتمبر 1977     |

## وصلات خارجية
- موقع وزارة الخارجية السيشلية